# Konkatedralny Chór Kamionek

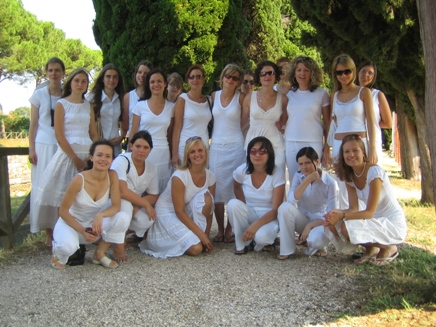
Konkatedralny Chór Kamionek we Włoszech

Konkatedralny Chór Kamionek – jednorodny, żeński chór, działający przy Konkatedrze Warszawsko-Praskiej, Sanktuarium Matki Bożej Zwycięskiej na Kamionku w Warszawie. Składa się z dziewiętnastu osób. Chór śpiewa w układzie trzy- i czterogłosowym. Posiada bogaty, zróżnicowany repertuar, od utworów religijnych, poprzez klasyczne, aż do popularnych. Swoje istnienie ofiarował Panu Jezusowi Miłosiernemu. Spotyka się raz w tygodniu, a każdą próbę rozpoczyna Koronką do Bożego Miłosierdzia.

## Historia chóru
Chór powstał we wrześniu 2001 roku. Swoją pierwszą nagrodę, I miejsce oraz Grand Prix, chór zdobył na Międzynarodowym Przeglądzie Piosenki Religijnej w Legionowie w 2003 roku. W ciągu całej swojej działalności zdobył wiele nagród i wyróżnień. Chór nagrał pięć płyt. Koncertuje w Polsce i poza granicami kraju (Włochy – koncerty w ramach Cori d’Europa, Litwa). Organizuje coroczne Koncerty Kolęd, Pieśni Pasyjnej oraz Psalmów. Bierze udział w licznych przeglądach i Festiwalach.
W 2015 roku chór wziął udział w Międzynarodowym Festiwalu Canco Mediterrania w Lloret de Mar w Barcelonie. Zdobył trzy trzecie miejsca w trzech kategoriach: muzyka sakralna, pop oraz folklor.

## Dyrygent
Dyrygentką chóru jest Jolanta Janczuk-Tyszkiewicz, urodzona 16 kwietnia 1973 roku w Warszawie. Dyplomowana absolwentka Technikum Księgarstwa. Absolwentka Studium Muzyczno-Liturgicznego im. św. Piusa, na Papieskim Wydziale Teologicznym w Warszawie. Uczestniczka Studium Muzyki Liturgicznej w Warszawie.
Klasę fortepianową i organową kontynuowała pod dyrekcją s. prof. Alicji Jończyk, dyrektora Studium Szkolenia Organistów w Warszawie (1997 r.). Członek Komisji do stworzenia regulaminu Pierwszego Synodu Diecezji Warszawsko-Praskiej. Klasę organową doskonaliła u prof. Tadeusza Jarzęckiego. Dyrygentka młodzieżowego chóru Carmina w parafii św. Trójcy w Ząbkach (w latach 1994–1998). Od roku 1997 jako dyplomowana organistka Konkatedry Warszawsko – Praskiej na Kamionku (parafia Bożego Ciała).
Od roku 2001 dyrygentka i kierowniczka Konkatedralnego Chóru Kamionek.

## Festiwale, konkursy, koncerty
- Międzynarodowy Festiwal Canco Mediterrania w Lloret de Mar (Hiszpania)
- II Festiwal Psalmów
- Koncert z okazji 20-lecia pracy organistowskiej Pani Dyrygent, oraz 15-lecia istnienia chóru
- Coroczne Koncerty Patriotyczne z okazji Święta Niepodległości
- Koncerty Kolęd
- Koncerty Pasyjne
- Koncert Kolęd połączony z nagraniem płyty
- Festiwal Cantate Domino (Kraków)
- Koncerty we Włoszech w ramach Festiwalu Cori d’Europa

## Płyty
- 2013 – „...Dlaczego dzisiaj wśród nocy dnieje...”
- 2011 – „...Oto Król narodził się. Jemu cześć!” (reedycja)
- 2010 – „Oto Król narodził się, Jemu cześć!”
- 2007 – „Konkatedralny Chór Kamionek i Goście z Włoch”
- 2005 – „Witaj Oblubienico Dziewico”